# Indicatifs régionaux 747 et 818

Carte de l'État de Californie avec les territoires de ses indicatifs régionaux. Le territoire desservi par les indicatifs régionaux 747 et 818 est en rouge.

Les indicatifs régionaux 747 et 818 sont deux des multiples indicatifs téléphoniques régionaux de l'État de Californie aux États-Unis.
Ces indicatifs desservent la vallée de San Fernando. Plus précisément, les indicatifs desservent les villes de Burbank et Glendale ainsi que les quartiers North Hollywood, Van Nuys, Panorama City, Sherman Oaks et Northridge de Los Angeles.
La carte ci-contre indique en rouge le territoire couvert par les indicatifs 747 et 818.
Les indicatifs régionaux 747 et 818 font partie du Plan de numérotation nord-américain.